# Eusounama wuchangia
Eusounama wuchangia är en insektsart som beskrevs av Liu 1942. Eusounama wuchangia ingår i släktet Eusounama och familjen spottstritar. Inga underarter finns listade i Catalogue of Life.